# رویالتون (مینه‌سوتا)
رویالتون، مینه‌سوتا (به انگلیسی: Royalton, Minnesota) یک شهر در ایالات متحده آمریکا است که در مینه‌سوتا واقع شده‌است.

## خصوصیات
رویالتون ۵٫۱۵ کیلومترمربع مساحت و ۱٬۲۴۲ نفر جمعیت دارد و ۳۲۹ متر بالاتر از سطح دریا واقع شده‌است.